# حرب الكريك
كانت حرب الكريك (1813–1814)، المعروفة أيضًا باسم حرب الريد ستيك أو حرب الكريك الأهلية، حربًا إقليمية بين فصائل الكريك المتعارضة والإمبراطوريات الأوروبية والولايات المتحدة، واندلعت في مناطق واسعة من ألاباما الحالية وعلى طول ساحل الخليج. وقعت الصراعات الكبرى في الحرب بين وحدات الميليشيات الحكومية ومجموعات «ريد ستيك»، إحدى فصائل الكريك.
تُعدّ حرب الكريك جزءًا من الحروب الهندية الأمريكية التي استمرت لقرون، وتُعتبر عادةً إحدى أحداث حرب عام 1812 بسبب تأثرها بحرب تيكومسيه في الشمال الغربي القديم، وتزامنها مع الحرب الأمريكية البريطانية وتضمنها العديد من المشاركين نفسهم في الحرب المذكورة آنفًا. سعى الريد ستيك إلى الحصول على الدعم البريطاني، وساندوا الأميرال كوكران في تقدمه نحو نيو أورليانز.
بدأت حرب الكريك كنزاع داخل اتحاد الكريك، لكن سرعان ما تدخلت وحدات الميليشيا البيضاء المحلية. دعم التجار البريطانيون في فلوريدا والحكومة الإسبانية الريد ستيك عبر تزويدهم بالأسلحة والإمدادات بسبب مصالحهم المشتركة، إذ سعى الطرفان إلى منع توسع الولايات المتحدة في مناطقهما. شكلت حكومة الولايات المتحدة تحالفًا مع أُمتي تشوكتاو وشيروكي (الأعداء التقليديون للكريك)، جنبًا إلى جنب مع الكريك المتبقين لإخماد التمرد.
انتهت الحرب فعليًا بمعاهدة فورت جاكسون (أغسطس 1814)، عندما أجبر الجنرال أندرو جاكسون اتحاد الكريك على تسليم أكثر من 21 مليون فدان من الأراضي فيما يُعرف حاليًا بجنوب جورجيا ووسط ألاباما.

## الخلفية
كان تشدّد الريد ستيك ونزعتهم القتالية رد فعل على التعدي الثقافي والإقليمي المتزايد من قبل الولايات المتحدة على أراضيهم التقليدية. تأتي التسمية البديلة (حرب الكريك الأهلية) من الانقسامات داخل القبيلة حول المسائل الثقافية والسياسية والاقتصادية والجغرافية. في فترة حرب الكريك، سيطر شعب الكريك الأعلى على أنهار كوسا وتالابوسا وألاباما التي أدّت إلى موبيل، بينما سيطر شعب الكريك الأدنى على نهر تشاتاهوتشي، الذي صبّ في خليج أبالاتشيكولا. نشأت علاقات تجارية بين شعب الكريك الأدنى والولايات المتحدة، وتبنوا ممارسات الأمريكيين الثقافية بصورة أكبر من أبناء الكريك الأعلى.

### الصراع الإقليمي
حكم الإسبان مقاطعتي شرق فلوريدا وغربها، وقدّمت الشركات البريطانية مثل بانتون وليزلي وشركائهما معظم السلع التجارية إلى بلد الكريك. سيطرت بينساكولا وموبيل في فلوريدا الإسبانية على منافذ أنهار إقليم ميسيسيبي الأمريكي (تأسس عام 1798).
شهدت النزاعات الإقليمية بين فرنسا وإسبانيا وبريطانيا والولايات المتحدة على طول ساحل الخليج تحولات كبيرة بسبب الحروب النابليونية، وتمرّد فلوريدا، وحرب عام 1812. يُذكر أن هذه النزاعات قد ساعدت الكريكيين سابقًا في الحفاظ على سيطرتهم على معظم أراضي جنوب غرب الولايات المتحدة. أضعفت هذه التحولات تجارة الكريك وتحالفاتهم السياسية طويلة الأمد وجعلتها أكثر هشاشة من أي وقت مضى.
خلال الثورة الأمريكية وبعدها، رغبت الولايات المتحدة في الحفاظ على الخط الهندي الذي تأسس بموجب الإعلان الملكي لعام 1763. أنشأ الخط الهندي حدودًا للاستيطان الاستعماري بهدف منع التعدي غير القانوني على الأراضي الهندية، وساعد أيضًا في استمرار سيطرة الحكومة الأمريكية على التجارة الهندية. غالبًا ما انتهك التجار والمستوطنون شروط المعاهدات التي أسّست الخط الهندي، ومثّلت مستوطنات المستعمرين الحدودية في الأراضي الهندية إحدى الحجج التي استخدمتها الولايات المتحدة لتوسيع أراضيها.